# Aquatic Botany
Aquatic Botany («An International Scientific Journal dealing with Applied and Fundamental Research on Submerged, Floating and Emergent Plants in Marine and Freshwater Ecosystems») — оглядовий науковий журнал, що висвітлює дослідження щодо структури, функціонування, динаміки і класифікації водних угруповань і екосистем, а також молекулярні, біохімічні і фізіологічні аспекти водних рослин. Публікуються результати як фундаментальних, так і прикладних досліджень.
Журнал заснував у 1975 р. Cees den Hartog,, котрий працював науковим редактором. Журнал випускається видавництвом Elsevier. Нині відповідальними редакторами є J.E. Vermaat (Norwegian University of Life Sciences) і E.M. Gross (University of Lorraine).

## Реферування і індексування
Журнал реферується і індексується такими виданнями: Aquatic Sciences and Fisheries Abstracts, BIOSIS Previews, Current Contents/Agriculture, Biology & Environmental Sciences, EMBiology і Scopus. За висновком Journal Citation Reports, Імпакт-фактор журналу у 2013 р. становив 1.471.

## Ресурси Інтернету
- Офіційний сайт